# سوف
ماهی سوف بزرگ‌ترین عضو خانواده سوف ماهیان آب شیرین است. وزن این ماهی به ۲۵ کیلوگرم و طول آن به بیش از ۱۰۰ سانتی‌متر می‌رسد.

## زیستگاه
ماهی سوف بومی اروپای شرقی و آسیای مرکزی است. یک گونه محلی در شرق آسیا، پیش از گسترش این ماهی در غرب اروپا موجود بوده‌است که خویشاوندی نزدیکی با ماهی سوف داشته و نوعی از اردک ماهی با نام چشم مات بوده‌است که اغلب با یکدیگر اشتباه می‌شوند و البته افراد بسیاری نیز از این اشتباه سود اقتصادی برده‌اند.
ماهی سوف در ایران دارای دو فرم ساکن در آب شیرین و فرم مهاجر (ساکن در آب شور و مهاجر به آب شیرین) می‌باشد. سوف‌ها آب شور را تحمل می‌کنند و در دریاچه‌ها و مصب‌های ساحلی براحتی زندگی می‌کنند. ماهی‌هایی که در زیستگاه‌های آب شور زندگی می‌کنند برای تخم ریزی بعضاً تا ۲۵۰ کیلومتری (۱۶۰ مایل) به بالای رودخانه مهاجرت می‌کنند.[۱] فرم ساکن آب شیرین در اکثر سواحل جنوبی دریای خزر مشاهده می‌شود و بخصوص در جنوب غربی تراکم بیشتری دارد. پس از انتقال فرم ساکن در آب شیرین این گونه به سد ارس، رودخانه ارس تبدیل به یکی از مهم‌ترین زیستگاه‌ها و اکوسیستم‌های پویای ماهی سوف در کشور ایران شده‌است. این ماهی از طریق تکثیر مصنوعی به بیشتر سدهای استان آذربایجان شرقی و غربی معرفی شده‌است. این ماهی همچنین در دریاچه هفت بَرْم استان فارس و سد گلپایگان معرفی و بصورت مصنوعی تکثیر شده‌است.

## خصوصیات ظاهری

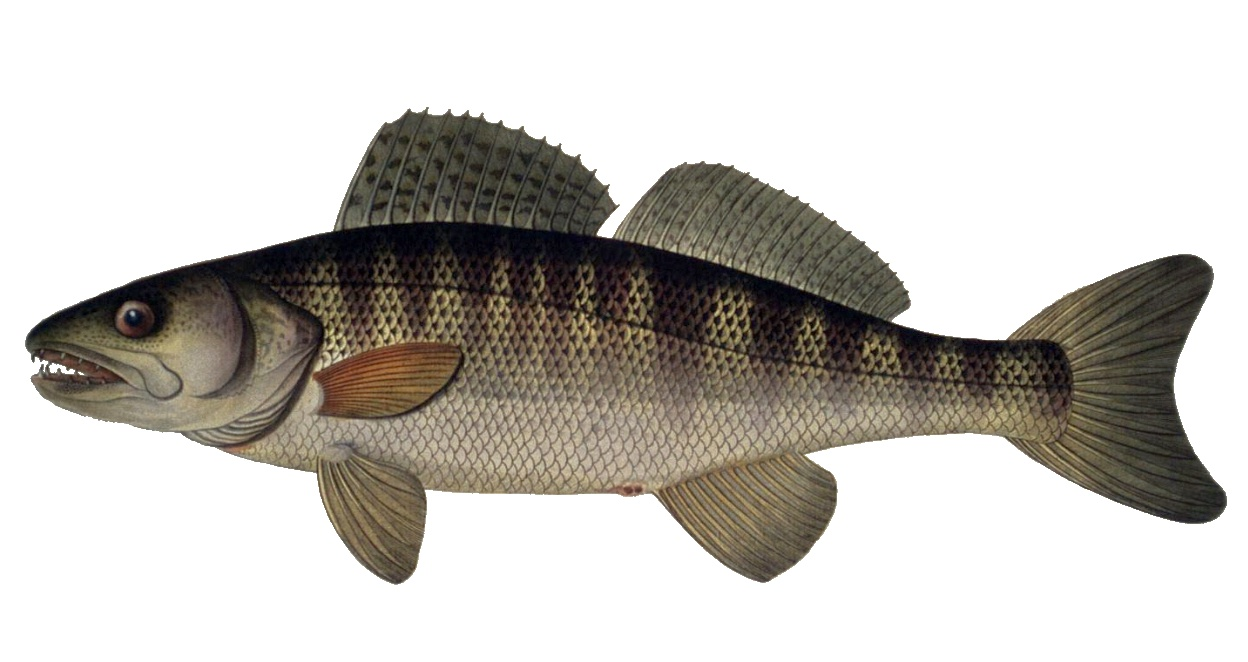
ساندر لوسیوپرکا

این ماهی‌ها در قسمت‌های کم عمق مناطق بالا دست رودخانه و در نزدیکی کف در قسمت‌های مرکزی و پست رودخانه زندگی می‌کنند.
فعالیت اصلی آن‌ها در نزدیکی غروب و صبح زود بوده و می‌توانند آب‌های شور و مخازن آب استخرها را تحمل کنند.

پشت آن‌ها معمولاً به رنگ خاکستری یا قهوه‌ای و با خال‌های مشکی در ۸ الی ۱۲ نوار تیره می‌باشد. نوارها در این ماهی نسبت به سوف حاجی طرخان کوچکتر و در ماهیان جوانتر واضحتر بوده و با رسیدن به سن بلوغ کاملاً ناپدید می‌شوند. پهلوهای ماهیان جوانتر نقره‌ای رنگ است در صورتی که در ماهیان مسن تر به رنگ طلایی مایل به سبز می‌باشد. سطح زیرین و باله‌های پایینی به رنگ سفید و در بعضی اوقات به مقدار بسیار کم متمایل به آبی است .
... پوست آن‌ها مثل کاغذ سنباده زبر است.
دارای دو باله پشتی است که ۱۳ تا ۲۰ خار و ۱۸ تا۲۴ شعاع نرم و باله مخرجی ۲ تا ۳ خار و ۱۰ تا ۱۴ شعاع نرم دارد. ۴۵ تا ۴۷ مهره در ستون فقرات این ماهی وجود دارد.
سوف شکارچی قهاری است. طراحی چشم‌ها و دندان‌ها به گونه‌ای‌است که تعداد کمی از ماهیان صید شده اجازه فرار خواهند یافت. نسبت به اردک ماهی دارای چشمان نسبتاً بزرگی هستند که ظاهر شیشه مانند عجیبی دارند زیرا در پشت مردمک آن یک ماده منعکس‌کننده وجود دارد که در هنگام شب میزان حساسیت شان را در نور ضعیف افزایش داده و به آن‌ها کمک می‌نماید تا بیشترین بهره را در شرایط نور ضعیف ببرند.
 به همین خاطر سوف اغلب اول صبح و غروب به شکار و تغذیه می‌پردازند. در مکانی که نور شدید وجود دارد معمولاً ماهی سوف یافت نمی‌شود؛ لذا اختلاف زیادی از لحاظ محل سکونت با ماهی‌های دیگر دارند.
در سال‌های اولیه زندگی، چهار دندان در جلو دهان رشد می‌نماید که با آن‌ها طعمه را به دام می‌اندازد. در جلوی آرواره‌های بالا و پایین دو جفت دندان نیش مانند یافت می‌شود که در تو رفتگی‌هایی گنجانده شده‌است. این دندان‌ها جراحت کشنده‌ای را بر روی بدن شکار ایجاد می‌کنند.

## انواع گونه‌های سوف ماهیان
- سوف سفید یا معمولی
- سوف دریایی یا سیاه
- سوف حاج طرخان یا سوف آب شیرین
- سوف سر بزرگ
- سوف رمان
- سوف سر پهن
- سوف سر تیز
- سوف پوزه دار
- سوف بزرگ سر شراتزر
- سوف ولگا

از ده گونه مذکور، تنها سه گونه اول در حوزه جنوبی دریای خزر زندگی می‌کنند.

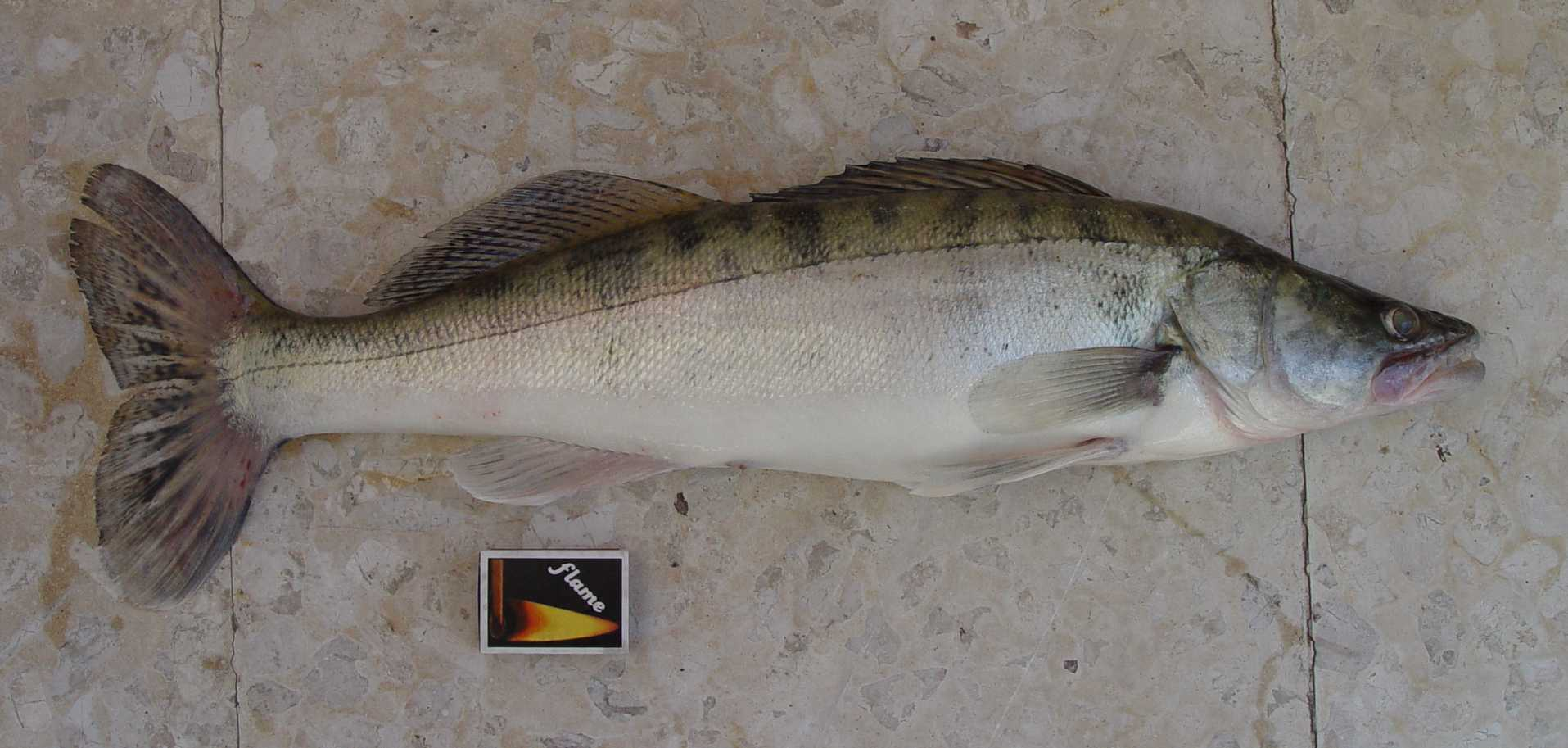
ماهی سوف

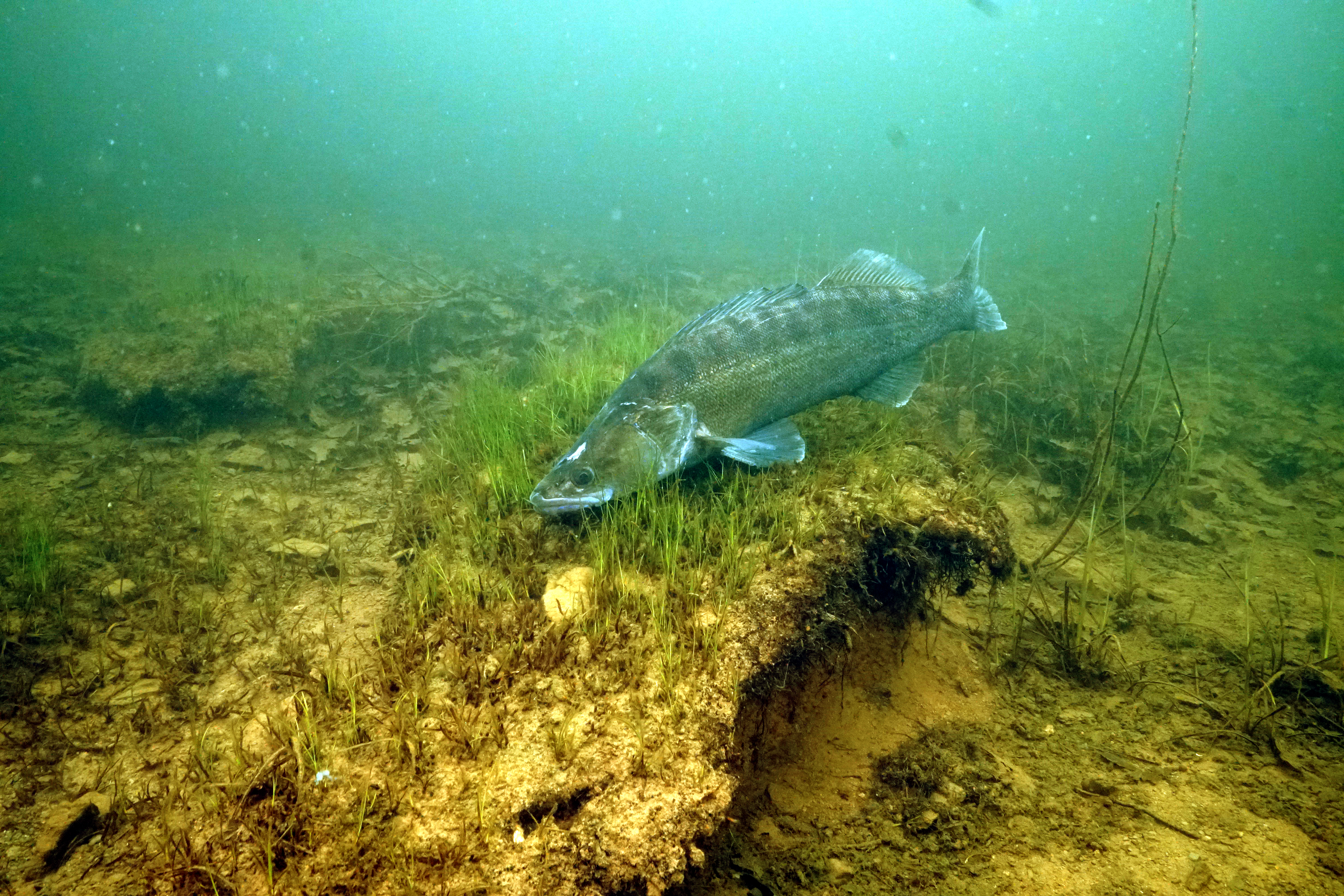
یک ماهی سوف مسن

## تغذیه
رژیم غذایی سوف گوشتخواری است. جیره غذایی ماهی سوف تا اندازه زیادی به غذای در دسترس او بستگی دارد. هر گونه‌ای از ماهی، شکار بسیار خوبی برای آرواره‌های دندان دار سوف می‌باشد. آن‌ها علاقه‌مند به نمونه‌های کوچکتر مخصوصاً ماهیان قنات، ماهی دهان گشاد رودخانه‌ای می‌باشند و طعمه را از قسمت سر یا دم می‌بلعند. ماهی سوف میگوهای آب شیرین را نیز می‌خورد. قورباغه و بچه قورباغه نیز از غذاهای این ماهی می‌باشد. سوف‌ها در صورت کمبود غذا و طعمه برای شکار و تغذیه اقدام به همنوع خواری می‌کنند.

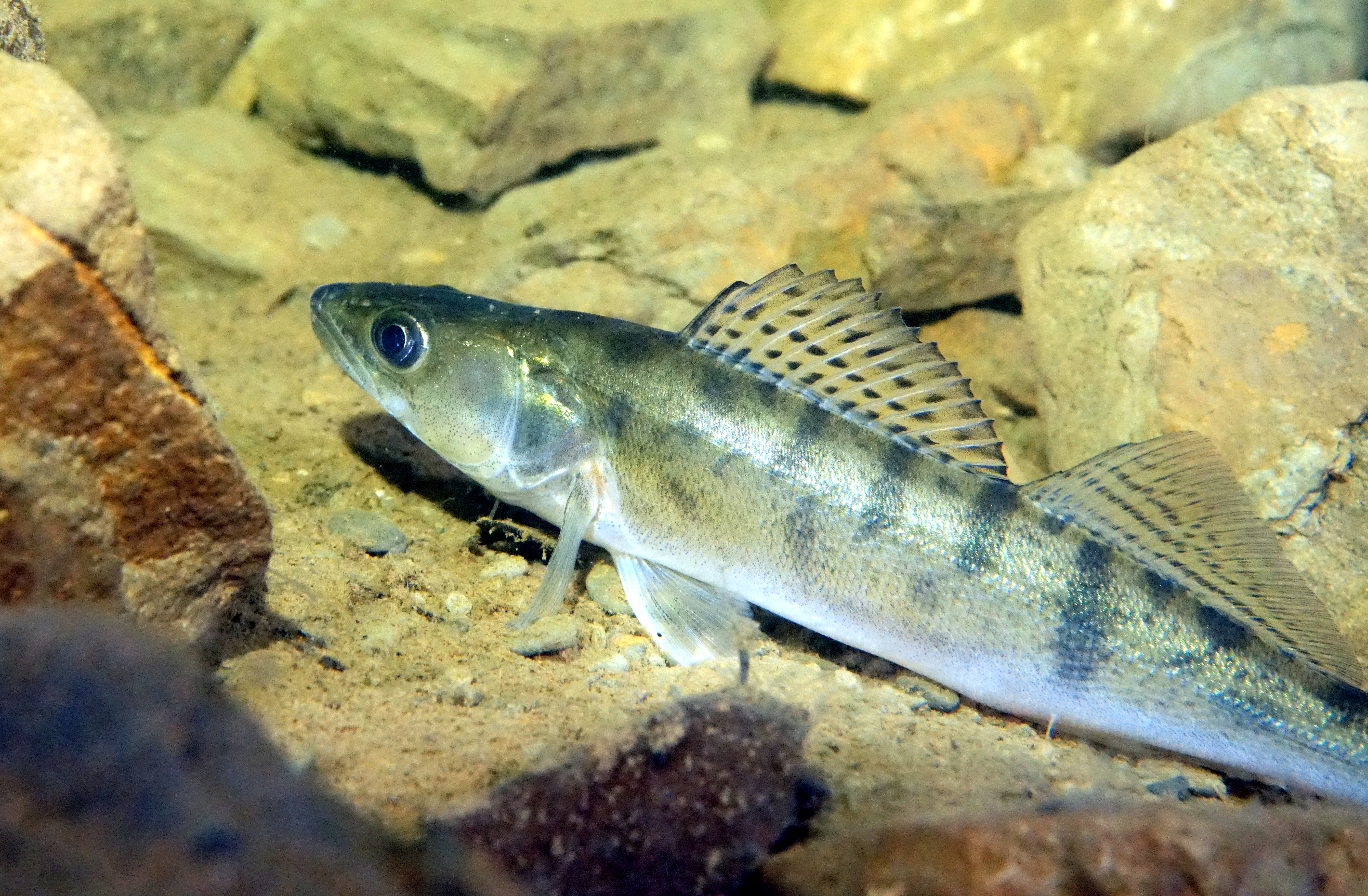
ماهی سوف نابالغ

## تولید مثل
ماهیهای نر در مدت سه سال و ماهیهای ماده ظرف یکسال بالغ می‌شوند. در ماه‌های مارس (فروردین) و آوریل (اردیبهشت) وقتیکه دمای آب به ۶ تا ۱۰ درجه سانتیگراد می‌رسد ماهیهای نر و ماده تدارکات تخم ریزی را فراهم می‌کنند. ماهی سوف ماده تخمهای زرد کمرنگ خود را بصورت انبوه بر روی گیاهان، ماسه و سنگها می‌ریزد. زمانیکه موقعیت تخم ریزی مناسبی را می‌یابد آنجا خانه اوست و بی درنگ در آنجا تخم ریزی می‌کنند. ماده‌ها بین ۱۰۰٫۰۰۰ تا ۱٫۸۵۰٫۰۰۰ تخم می‌گذارند. قطر این تخمها در حدود ۱٫۶ میلیمتر است. تخمها چسبناک هستند و در کف آب به یکدیگر می‌چسبند. همچنین برروی گیاهان آبزی که بوسیله ماهی نر تمیز شده‌است تخم ریزی می‌کنند. ماهی نر از تخمهای ته‌نشین شده پاسداری می‌نماید و آنها را جابجا می‌کند تا تخمها بعد از ۵ تا ۱۰ روز به بچه ماهی تبدیل شوند سپس از محتویات درون کیسه‌ها تغذیه می‌کنند تا رشد نمایند. نوزادها تا رشد بطول ۳۰ میلی‌متر از پلانکتون‌ها تغذیه می‌کنند و بعد از آن از بی مهرگان کوچک، تخم و لارو حشرات کوچک و تخم یا نوزادان ماهی‌های دیگر تغذیه می‌نمایند و پس از اینکه به طول ۵ سانتیمتر رسیدند به تعقیب‌های کوتاه و شکار می‌پردازند.